# Глостер (Род-Айленд)
Глостер (англ. Glocester) — місто (англ. town) в США, в окрузі Провіденс штату Род-Айленд. Населення — 9974 особи (2020).

## Демографія

### Перепис 2010
Згідно з переписом 2010 року, у місті мешкало 9746 осіб у 3683 домогосподарствах у складі 2775 родин. Було 4025 помешкань
Расовий склад населення:
| - 97,5 % — білих - 0,6 % — азіатів - 0,3 % — чорних або афроамериканців - 0,1 % — корінних американців |

До двох чи більше рас належало 1,2 %. Частка іспаномовних становила 1,4 % від усіх жителів.
За віковим діапазоном населення розподілялося таким чином: 21,5 % — особи молодші 18 років, 65,8 % — особи у віці 18—64 років, 12,7 % — особи у віці 65 років та старші. Медіана віку мешканця становила 44,7 року. На 100 осіб жіночої статі у місті припадало 102,2 чоловіків; на 100 жінок у віці від 18 років та старших — 100,2 чоловіків також старших 18 років.
Середній дохід на одне домашнє господарство становив 95 361 долар США (медіана — 91 503), а середній дохід на одну сім'ю — 104 302 долари (медіана — 101 422). Медіана доходів становила 61 633 долари для чоловіків та 51 331 долар для жінок. За межею бідності перебувало 5,4 % осіб, у тому числі 7,7 % дітей у віці до 18 років та 2,0 % осіб у віці 65 років та старших.
Цивільне працевлаштоване населення становило 5444 особи. Основні галузі зайнятості: освіта, охорона здоров'я та соціальна допомога — 24,7 %, мистецтво, розваги та відпочинок — 11,7 %, роздрібна торгівля — 11,4 %.

### Перепис 2000
За даними перепису 2000 року
на території муніципалітету мешкало 9948 людей, було 2818 садиб.
Густота населення становила 70,1 осіб/км². З 2818 садиб у 38 % проживали діти до 18 років, подружніх пар, що мешкали разом, було 66,4 %,
садиб, у яких господиня не мала чоловіка — 8,6 %, садиб без сім'ї — 20,8 %.
Власники 6 % садиб мали вік, що перевищував 65 років, а в 15,8 % садиб принаймні одна людина була старшою за 65 років. Кількість людей у середньому на садибу становила 2,8, а в середньому на родину 3,14.
Середній річний дохід на садибу становив 57 537 доларів США, а на родину — 62 679 доларів США. Чоловіки мали дохід 39 112 доларів, жінки — 29 071 доларів. Дохід на душу населення був 22 914 доларів. Приблизно 3,4 % родин та 4,4 % населення жили за межею бідності.
Медіанний вік населення становив 38 років. На кожних 100 жінок віком понад 18 років припадало 95,6 чоловіків.